# Артистичне плавання на Чемпіонаті світу з водних видів спорту 2023 — група, довільна програма
Змагання з артистичного плавання в довільній програмі серед груп на Чемпіонаті світу з водних видів спорту 2023 відбулися 20 і 32 липня 2023 року.

## Результати
Попередній раунд відбувся 20 липня о 10:00 за місцевим часом. Фінал відбувся 21 липня о 19:30 за місцевим часом.
Зеленим позначено фіналістів
| Місце | Країна          | Попередній раунд | Попередній раунд | Фінал            | Фінал            |
| Місце | Країна          | Очки             | Місце            | Очки             | Місце            |
| ----- | --------------- | ---------------- | ---------------- | ---------------- | ---------------- |
| 1     | Китай           | 322.2731         | 1                | 329.1687         | 1                |
| 2     | Японія          | 293.4522         | 3                | 317.8085         | 2                |
| 3     | Україна         | 275.7209         | 4                | 256.2415         | 3                |
| 4     | Іспанія         | 294.9313         | 2                | 249.6521         | 4                |
| 5     | Ізраїль         | 251.9394         | 6                | 247.7290         | 5                |
| 6     | Італія          | 233.1010         | 7                | 244.1174         | 6                |
| 7     | Греція          | 221.8460         | 9                | 232.6396         | 7                |
| 8     | Австралія       | 191.7478         | 11               | 221.6416         | 8                |
| 9     | США             | 251.9500         | 5                | 218.6605         | 9                |
| 10    | Велика Британія | 225.5188         | 8                | 217.1897         | 10               |
| 11    | Казахстан       | 189.2292         | 12               | 185.0375         | 11               |
| 12    | Єгипет          | 194.4771         | 10               | 179.6291         | 12               |
| 13    | Словаччина      | 188.0291         | 13               | Завершили виступ | Завершили виступ |
| 14    | Чилі            | 182.3626         | 14               | Завершили виступ | Завершили виступ |
| 15    | Німеччина       | 181.0417         | 15               | Завершили виступ | Завершили виступ |
| 16    | Таїланд         | 159.0417         | 16               | Завершили виступ | Завершили виступ |
| 17    | Нова Зеландія   | 150.0363         | 17               | Завершили виступ | Завершили виступ |
| 18    | Коста-Рика      | 134.3000         | 18               | Завершили виступ | Завершили виступ |
| 19    | Макао           | 128.5917         | 19               | Завершили виступ | Завершили виступ |
| 20    | Сінгапур        | DNS              | DNS              | Завершили виступ | Завершили виступ |